# 12542 Laver
12542 Laver (1998 PN1) là một tiểu hành tinh vành đai chính được phát hiện ngày 10 tháng 8 năm 1998 bởi J. Broughton ở Reedy Creek Observatory.